# Anna Jackson
Anna Jackson (ur. 1967 w Auckland) – nowozelandzka poetka, pisarka, wykładowca akademicki. Wykładała na University of Otago, Uniwersytecie Auckland, Uniwersytecie Oksfordzkim, po czym została wykładowcą literatury amerykańskiej i postkolonialnej na Victoria University of Wellington.

## Życiorys
Ukończyła studia magisterskie na Uniwersytecie w Auckland, po czym uzyskała doktorat na Uniwersytecie Oksfordzkim. W swojej pracy doktorskiej A Poetics of the Diary dokonała analizy dzienników Katherine Mansfield, Virginii Woolf, Sylvi Plath, Johna Cheevera i in.
Anna zwróciła uwagę krytyków krótkimi formami literackimi, które początkowo ukazywały się w różnych czasopismach. W 1999 jedna z nich pojawiła się w wydanej przez Emily Perkins antologii The Picnic Virgin i była wysoko oceniana w konkursie na esej czasopisma Landfall w 1999 roku.
Pierwszy własny tom poezji The Long Road to Teatime wydała w 2000 r. Drugi tomik,The Pastoral Kitchen, wydany rok później, zrealizowany został dzięki nagrodzie Louis Johnson Award. W 2002 r. została laureatką nagrody Montana New Zealand Book Awards, znanej obecnie jako Ockham New Zealand Book Awards. 
W 2004 r. ukazał się tomik Locating the Madonna wydany wspólnie z poetką Jenny Powell. Był wynikiem eksperymentu  współpracy i poetyckich wpływów poetów z przeciwległych krańców kraju. Anna Jackson mieszkała w Auckland, a Jenny Powell w Dunedin, i obie tworzyły wiersze na zmianę, wykorzystując powtarzający się motyw Madonny, który pojawia się w tych wierszach pod wieloma postaciami i w różnych sytuacjach.
W 2014 r. opublikowała książkę I, Clodia and Other Portraits, będącą efektem badań życia i twórczości poetki Clodii Metelli oraz relacji z jej kochankiem Katullusem.
W 2015 r. została laureatką Katherine Mansfield Menton Fellowship, jednego z najbardziej prestiżowych stypendiów literackich w Nowej Zelnadii.

## Twórczość

### Tomiki wierszy
- The Long Road to Teatime (2000)
- The Pastoral Kitchen (2001)
- Catullus for Children (2003)
- Locating the Madonna (2004)
- Thicket (2011)

### Inne
- The Gas Leak (2006)
- Diary Poetics: Form and Style in Writers’ Diaries, 1915-1962 (2010)
- A Made-Up Place: New Zealand in Young Adult Fiction (2010)
- I, Clodia and Other Portraits (2014)